# Vota la voce 1999
Nel 1999 Vota la voce per la prima volta non venne trasmesso in televisione ma i premi vennero assegnati sul settimanale Tv Sorrisi e Canzoni.
Vincitori furono: Vasco Rossi (miglior cantante maschile), Laura Pausini (miglior cantante femminile), gli 883 (miglior gruppo), gli Eiffel 65 (miglior rivelazione), Jovanotti e Piero Pelù (ex aequo premio tournée) e Ligabue (miglior album).